# Ben Cruachan
Ben Cruachan är ett berg i Storbritannien.   Det ligger i kommunen Argyll and Bute och riksdelen Skottland, i den nordvästra delen av landet, 600 km nordväst om huvudstaden London. Toppen på Ben Cruachan är 1 126 meter över havet.
Terrängen runt Ben Cruachan är huvudsakligen kuperad, men österut är den bergig.Runt Ben Cruachan är det mycket glesbefolkat, med 2 invånare per kvadratkilometer. Närmaste större samhälle är Taynuilt, 6,6 km väster om Ben Cruachan. I omgivningarna runt Ben Cruachan växer i huvudsak blandskog.